# الماس‌بیگ آتامبایف
الماس‌بیگ آتامبایف ((قرقیزی: Алмазбек Шаршенович (Шаршен уулу) Атамбаев، Almazbek Şarşenoviç (Şarşen uulu) Atambayev; زاده ۱۷ سپتامبر ۱۹۵۶) یک سیاستمدار قرقیزستان است که از ۱ دسامبر ۲۰۱۱ تا ۲۴ نوامبر ۲۰۱۷ به عنوان چهارمین رئیس‌جمهور این کشور خدمت کرد.